# Cristianesimo ortodosso in Italia

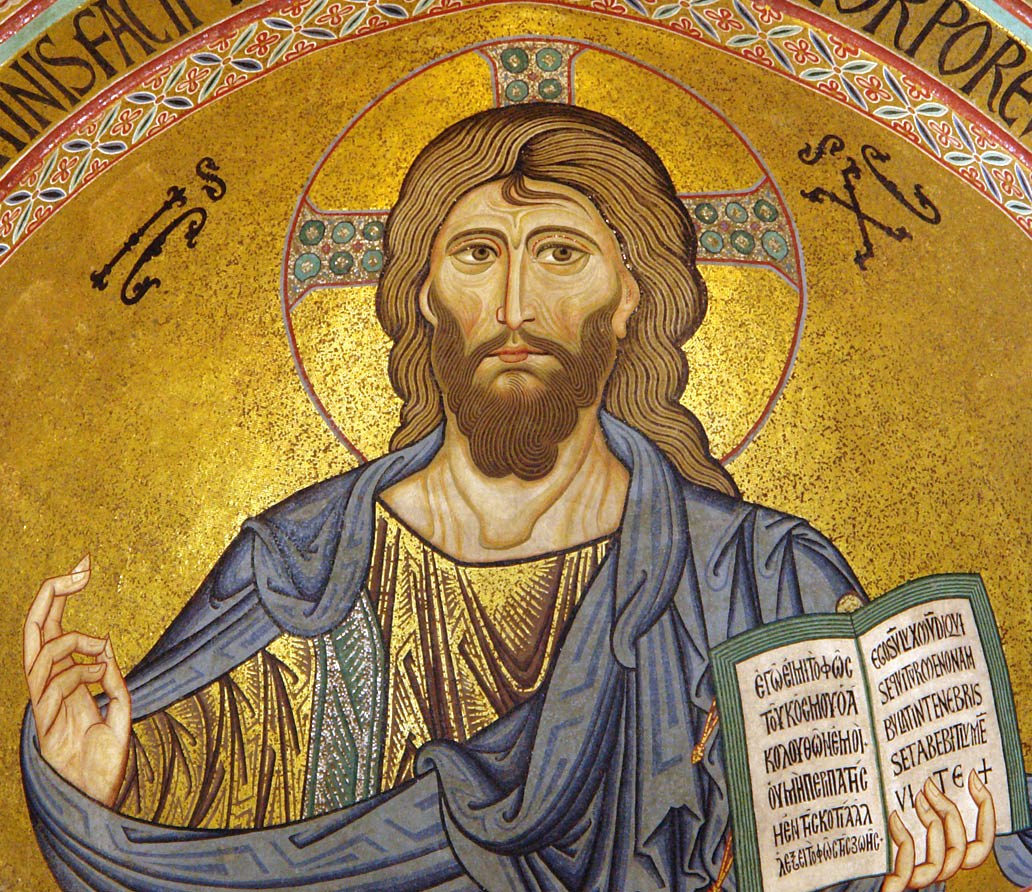
Cristo Pantocratore della cattedrale di Cefalù

Il Cristianesimo ortodosso in Italia presenta 1.887.300 fedeli, secondo le stime del Cesnur del 2020, costituendo così la terza confessione religiosa in Italia dopo cattolicesimo e Islam. Buona parte della crescita dei fedeli ortodossi in Italia negli anni 2000 è dovuta all'immigrazione dall'Est Europa, soprattutto dalla Romania; accanto agli ortodossi stranieri residenti, tuttavia, vi sono 355.300 cristiani ortodossi cittadini italiani.

## Contesto
Il termine Chiesa ortodossa indica una pluralità di chiese indipendenti ("autocefale") nazionali, ma in comunione tra loro e afferenti a uno dei patriarcati. I patriarcati storici erano quello di Costantinopoli, che riveste il ruolo di primus inter pares avendo il compito di presiedere ogni concilio di vescovi e la funzione di principale portavoce della Comunione ortodossa, Alessandria, Antiochia e Gerusalemme. Successivamente si sono aggiunti i patriarcati nazionali moderni di Georgia, Serbia, Bulgaria, Romania e successivamente altre chiese autocefale o autonome. Per quanto riguarda il Patriarcato di Mosca, esso è stato in comunione con quello di Costantinopoli fino allo Scisma del 2018. A seguito di questi eventi è stata creata la Chiesa ortodossa dell'Ucraina, autocefala e in comunione con Costantinopoli; sebbene una parte consistente della chiesa ortodossa ucraina sia rimasta fedele al Patriarcato di Mosca.
Infine, ci sono chiese non riconosciute da alcun patriarcato, come ad esempio quella montenegrina e quelle bielorussa, e altre chiese scismatiche.

## Le chiese
I Cristiani ortodossi residenti in Italia si dividono all'interno di svariate giurisdizioni, alcune delle quali tra loro in comunione o addirittura strutture afferenti al medesimo patriarcato, dal momento che l'Italia dopo il Grande Scisma non si trova all'interno del territorio canonico di nessun patriarcato ortodosso. Benché le strutture amministrative dell'Ortodossia in Italia siano relativamente recenti, la presenza ortodossa in alcune zone del Paese è molto antica (si pensi alle comunità storiche di Venezia, Bari, alle chiese diplomatiche russe...).
- Chiese ortodosse in Italia
  - Arcidiocesi ortodossa d'Italia (Patriarcato di Costantinopoli), fondata nel 1991[2]. Ha un'intesa con lo stato dal 2012 e serve circa 200-300.000 fedeli su tutto il territorio nazionale. Oltre alle parrocchie greche, dalla cui presenza storica sul territorio origina la diocesi, annovera anche alcune parrocchie moldave e diverse parrocchie ucraine un tempo non-canoniche e che, dopo lo Scisma del 2018, sono entrate in comunione col Patriarcato.
  - Eparchia ortodossa rumena d'Italia (Chiesa ortodossa romena), fondata nel 2008[3], è la maggiore chiesa ortodossa italiana, conta circa 900.000 fedeli; è in comunione sia con il Patriarcato di Costantinopoli che con il Patriarcato di Mosca, ma completamente autocefala. Costituisce la fede maggioritaria tra i romeni in Italia.
  - Arcieparchia delle parrocchie di tradizione russa dell'Europa occidentale (Chiesa ortodossa russa)[4]
  - Parrocchie del Patriarcato di Mosca in Italia (Esarcato dell'Europa occidentale della Chiesa ortodossa russa), ufficialmente costituite dal 2007 - Fanno parte di questa istituzione ecclesiale anche le parrocchie della Chiesa ortodossa moldava in Italia, dal 2019 sotto l'autorità di un vicario dell'esarca[5]. Presente con diversi luoghi di culto in Italia, tra i quali alcuni che seguono la liturgia antico-ortodossa e altri afferenti alla chiesa russa all'estero, tornata in comunione con il Patriarcato di Mosca nel 2007, ma autonoma. All'amministrazione della Chiesa Russa in Italia fanno capo pure le parrocchie moldave (in quanto la Chiesa Ortodossa Moldava fa parte del Patriarcato di Mosca), che godono di una gestione parzialmente autonoma con un vescovo residente, e le parrocchie ucraine rimaste fedeli alla struttura canonica. Costituisce la fede maggioritaria tra i russi in Italia, tra i moldavi in Italia e tra gli ucraini in Italia, ma include fedeli di molte altre nazionalità, compresi numerosi italiani. Conta circa 400-500.000 fedeli, di cui quasi 200.000 moldavi e i restanti di altre nazionalità.
  - Eparchia di Londra e dell'Europa occidentale (Chiesa ortodossa russa fuori dalla Russia, Chiesa semi-autonoma del Patriarcato di Mosca)[6]
  - Eparchia di Austria e Svizzera (Chiesa ortodossa serba).[7]
  - Eparchia dell'Europa centrale e occidentale (Chiesa ortodossa bulgara)[8]
  - Eparchia di San Nicola Taumaturgo (Chiesa ortodossa montenegrina)[9]
  - Eparchia europea (Chiesa ortodossa macedone)[10]
  - Metropolia di Milano ed Aquileia (chiesa non canonica) 17 parrocchie e 5 monasteri
  - Chiesa ortodossa russa di Rito Antico (chiesa non canonica). - Solo una parrocchia a Torino
  - Chiesa ortodossa romena di Vecchio Calendario (chiesa non canonica). - 4 parrocchie (Roma, Firenze, Torino, Abbiategrasso)
  - Chiesa ortodossa greca del Vecchio Calendario - Sinodo della Resistenza (chiesa non canonica).- 3 parrocchie (Pistoia, Roma, Torvaianica)
- Chiese ortodosse orientali in Italia
  - Chiesa ortodossa copta in Italia.
  - Chiesa apostolica armena in Italia.

Nel 1967 si verificò lo Scisma di Montaner, che portò la maggior parte degli abitanti del paese di Montaner (TV) ad abbandonare la Chiesa cattolica per l'ortodossia, a causa di contrasti con la diocesi. 
Sono presenti anche piccole comunità e luoghi di culto delle chiese bulgara, serba, montenegrina, macedone e georgiana, legate soprattutto alle relative comunità etniche.
Inoltre, a partire dagli anni '90 ci sono stati vari tentativi di creare una "Chiesa ortodossa italiana" indipendente, finora rimasti numericamente sempre molto esigui.
Sono infine presenti piccole comunità di ortodossi vecchio-calendaristi greci che gestiscono alcuni luoghi di culto, tra i quali, ad esempio, il Monastero di San Serafino di Sarov a Pistoia e romeni. Inoltre, a Torino si trova una comunità di qualche centinaia di Vecchi Credenti.
Alcune delle chiese ortodosse italiane coordinano insieme tramite la Conferenza episcopale ortodossa d'Italia e Malta.

### Il Consiglio episcopale
Per alcuni anni, si è cercata una collaborazione tra le varie giurisdizioni attraverso l'istituzione del Consiglio episcopale ortodosso d'Italia e di Malta, composto dai vescovi ordinari per l'Italia dei seguenti patriarcati:
- Patriarcato ecumenico di Costantinopoli (Presidente)
- Patriarcato di Russia
- Patriarcato di Serbia
- Patriarcato di Romania
- Patriarcato di Bulgaria

A partire dal 2018, in conseguenza dello scisma tra Mosca e Costantinopoli e della conseguente cessazione della comunione tra le due Chiese, il Consiglio episcopale non è più stato convocato, e di fatto si è sciolto.